# Kölpinsee (Usedom)
Der Kölpinsee ist ein zirka 28 Hektar großer See im Gebiet der Gemeinde Loddin, Ortsteil Kölpinsee, auf der Insel Usedom, Landkreis Vorpommern-Greifswald, Mecklenburg-Vorpommern (Deutschland).
Der 0,1 m unter NHN liegende See ist nur zweihundert Meter von der Ostsee entfernt und von dieser durch eine niedrige Vordüne und einen Schutzdeich getrennt. Es gibt einen Rundweg, der um den See herumführt. Der Name kommt aus dem Slawischen und bedeutet Schwanensee (colpa = Schwan). Der See ist ungefähr einen Kilometer lang und 350 Meter breit.